# Pagana fissifrons
Pagana fissifrons är en kräftdjursart som beskrevs av Gustav Budde-Lund1908. Pagana fissifrons ingår i släktet Pagana och familjen Trachelipodidae. Inga underarter finns listade i Catalogue of Life.